# René Girard (menswetenschapper)
René Noël Girard (Avignon, 25 december 1923 – Stanford, 4 november 2015) was een Frans-Amerikaans antropoloog, filosoof, historicus, vergelijkend literatuurwetenschapper en emeritus-hoogleraar aan Stanford University (Stanford, Californië) en Duke University (Durham, North Carolina). Hij wordt als een van de grootste vernieuwers in de hedendaagse menswetenschappen beschouwd.

## Levensloop
Girard studeerde paleografie en middeleeuwse geschiedenis aan de École Nationale des Chartes te Parijs, nadat hij eerder zijn Europees baccalaureaat in de filosofie gehaald had. Girard was een geboren Fransman, maar vertrok in 1947 naar de Verenigde Staten, waar hij aanvankelijk een grotere erkenning kreeg en in de jaren 1960 professor werd aan verscheidene belangrijke universiteiten. In 1995 werd hij emeritus-professor aan de Universiteit van Stanford.
René Girard overleed in 2015 op 91-jarige leeftijd.

## Mimesis en interdividuele psychologie
Het basisbegrip van de theorie van Girard is de mimesis of het mimetisme. Beide begrippen betekenen bij hem nabootsing in menselijk gedrag en verlangen.
Het menselijk verlangen is, volgens Girard, complexer dan de eenvoudige rechte lijn die subject en object verbindt. Het verlangen is niet louter subjectief, noch louter objectief, er speelt steeds een derde dimensie mee: het model van het verlangen. In tegenstelling tot instincten zijn menselijke verlangens bemiddeld door een model dat onbewust nagebootst wordt.
Zo ontstaat wat Girard de mimetische driehoek noemt. Hij heeft de mimetische hypothese over het menselijk gedrag voor het eerst in 1961 naar voren gebracht in zijn essay De romantische leugen en de romaneske waarheid. Daarin onderzoekt hij een aantal van de grootste literaire werken van de laatste eeuwen die hij romanesk noemt in tegenstelling tot de romantische teksten. In de romaneske literatuur wordt het verlangen aan een model verbonden. Dat is al het geval bij het eerste grote meesterwerk van de moderne tijden: Don Quichot. Zijn hele bestaan is een imitatie van de legendarische ridder Amadis de Gaula. Zoals Girard aangeeft, is het een karikatuur van de imitatie van Christus door een gelovige.
Girard heeft het mimetische verlangen voor het eerst ontdekt door twee literaire teksten met elkaar in verband te brengen, namelijk De eeuwige echtgenoot van Dostojewski en De misplaatste nieuwsgierige, een novelle uit Don Quichot van Cervantes. In beide werken staat een driehoeksrelatie centraal die op een identieke manier evolueert. De ene held van het verhaal probeert zijn verlangen naar zijn vrouw of aanstaande op te drijven, door een andere man te overtuigen die vrouw ook te begeren. De structurele overeenkomst tussen de teksten trof Girard.

### Interdividuele psychologie
Interdividueel is een neologisme van Girard. Girard onderscheidt externe en interne bemiddeling of mediatie. Wanneer de afstand tussen model en subject voldoende groot is, is het onmogelijk dat ze elkaars rivalen worden. Don Quichot verlangt de daden te stellen die Amadis ook deed, maar hij kan geen concurrent worden van zijn model. In dat geval spreekt Girard over externe bemiddeling. Wanneer de afstand zo klein wordt dat model en subject elkaar het object kunnen betwisten, spreekt Girard over interne bemiddeling. Afstand moet hier niet verstaan worden als fysieke of ruimtelijke afstand, al kan dat ook een rol spelen. Het gaat over de geestelijke afstand waardoor iemand niet het object wil verlangen dat een potentieel model heeft. Een soldaat kan naast zijn generaal de wacht houden, maar hij zal niet het voedsel of de vrouw van zijn generaal verlangen en betwisten. Het mimetisme van de soldaat zal normaal extern zijn. Dat wil zeggen dat hij enkel de bevelen en de strijdlust van zijn generaal zal opvolgen of imiteren.
Wanneer de afstand klein is kan het oorspronkelijke model op zijn beurt het verlangen dat hij aan het subject gesuggereerd heeft imiteren. Daardoor wordt het verlangen van dat oorspronkelijke model sterker. Het verlangen van het oorspronkelijke subject wordt door de imitatie van het heviger verlangende model eveneens sterker. En zo ontstaat er een escalatie van verlangen naar het object. De termen model en subject zijn dan eigenlijk niet meer van toepassing. Beide antagonisten zijn gefascineerd door elkaar in hun verlangen naar het object dat ontaard is in een rivaliteit. Door de steeds toenemende imitatie van elkaar, worden ze steeds meer aan elkaar gelijk.
Het moderne verlangende subject schrijft aan zijn model een metafysisch prestige toe. Dat metafysische prestige straalt af op het object. Wanneer een van de rivalen in de strijd het object definitief verwerft, is ontgoocheling van die persoon waarschijnlijk omdat de kloof tussen de gebruikswaarde van het object en het prestige dat het in de strijd verworven had zo groot is.
Tevens argumenteert Girard dat het object minder belangrijk wordt naarmate de strijd tussen de rivalen escaleert, omdat het verlangen - dat het instinct overtroeft en in een bepaalde richting kan sturen - door het verlangen van de ander aangevuurd wordt, niet door het object! In een moderne context wordt die strijd vaak niet met wapens gevoerd. Iedere rivaal meet zijn winst of verlies af aan kleine tekens die hem nu eens het gevoel geven dat hij een winnaar is met een fenomenaal metafysisch prestige en dan weer het idee geven dat hij een mislukkeling is. Het gaat hier dan om een manisch-depressieve ziekte. De rivalen hebben daarbij de illusie dat een essentieel verschil hen scheidt, terwijl ze eigenlijk volkomen aan elkaar gelijk zijn door de op de spits gedreven imitatie. Ze zijn wat Girard 'de dubbels' noemt.

## Het zondebokmechanisme
In La violence et le sacré (1972) heeft Girard voor het eerst zijn mimetische theorie toegepast op het ontstaan van de menselijke cultuur. Hij stelt dat de toename van de hersenmassa bij de mensachtigen betekende dat ze steeds beter werden in nabootsing. Dat impliceerde een toename van het leervermogen, maar eveneens een toename van de rivaliteit. Uiteindelijk waren de dierlijke instinctieve dominantiepatronen niet meer in staat om zich te handhaven onder druk van het mimetische geweld. Er ontstonden zogenaamde mimetische crises waarbij alle leden van een groep zich tegen elkaar richtten in collectief geweld.
Door het mimetische karakter van dat geweld evolueerde de vijandigheid van allen tegen allen zich naar een toestand waarbij de hele groep zich verenigde tegen een enkel slachtoffer, de zondebok. Die zondebok werd door het mimetisme de enige vijand en dus gedood. Als bij wonder was de groep bevrijd van zijn geweld wat als een ontzettende opluchting ervaren werd. Aan die zondebok werd door de groep dan niet alleen de oorsprong van het vreselijke geweld toegeschreven, maar ook de bevrijding ervan. Dat verklaart de vergoddelijking van de zondebok.
Door het zondebokmechanisme ontstonden de eerste menselijke culturen en de vele "heidense" godheden. Om zich tegen de terugkeer van het vreselijke collectieve geweld te behoeden, hanteerden de mensachtigen twee middelen. In de eerste plaats werden allerlei gedragingen die hen herinnerden aan het ontstaan van het geweld verboden. Dat zijn de taboes. Het incestverbod is daar een van. Ten tweede werd het zondebokmechanisme herhaald, en dus geïmiteerd, door de groep om nieuwe crises te voorkomen of te genezen. Dat is de instelling van het offer dat, wellicht begonnen met het mensenoffer, ook vaak evolueerde naar een offerdier en van daaruit naar een bloemenoffer.

## Het unieke van de Bijbel
In Des choses cachées depuis la fondation du monde (1978) spreekt Girard voor het eerst over het unieke karakter van de Bijbel. Daar waar de meeste culturen de zondebok steeds als schuldig beschouwen en er stereotype beschuldigingen zijn zoals incest en vadermoord ten overstaan van de zondebok, is er in het Oude Testament een tendens merkbaar om het onschuldige slachtoffer te rehabiliteren. Die evolutie mondt uit in de evangelies waar Christus door een mimetisch opgefokte massa gedood wordt, maar er staat geschreven: "Zij hebben mij zonder reden gehaat". Christus is het onschuldige lam.
Opdat het zondebokmechanisme en de oude offerpraktijken zouden kunnen blijven werken in een cultuur is het noodzakelijk dat de hele groep oprecht gelooft in de schuld van de zondebok. Een zondebok hebben is niet weten dat je hem hebt. Het evangelie toont echter duidelijk de onschuld aan van het slachtoffer en de illusie van de mimetische massa: "Vader, vergeef hen want ze weten niet wat ze doen." De teksten van de evangelies oefenen een ondermijnende werking uit ten overstaan van de heidense sacrale structuren die op de taboes en offercultus gebouwd zijn. Zij zijn volgens Girard verantwoordelijk voor de langzame desacralisatie van het oorspronkelijk heidense Europa. Hij beklemtoont dan ook het uitzonderlijke karakter van de Bijbel ten overstaan van andere religies. Ten gevolge van zijn vergelijkend religieus onderzoek bekeerde Girard zich tot het katholicisme.

## Receptie
René Girard werd reeds met verschillende invloedrijke denkers vergeleken. De Franse intellectueel Jean-Marie Domenach noemde René Girard in 1981 "de Hegel van het Christendom". Pierre Chaunu noemde Girard in 2000 "de Einstein van de menswetenschappen". Michel Serres noemde hem in 2005, bij diens opname in de Académie Française, "de Darwin van de menswetenschappen". Deze laatste vergelijking inspireerde Pierre-André Boutang tot de titel van zijn documentaire Le nouveau Darwin des sciences humaines, waarin hijzelf en Benoît Chantre spreken met René Girard.
Niettemin is er ook scherpe kritiek op Girards werk. Volgens René Pommier verdraait René Girard soms de teksten die zijn hypothesen zouden moeten ondersteunen.
De interdisciplinaire belangstelling voor de hypothesen van René Girard is sterk toegenomen. Opmerkelijk is dat heel recente en revolutionaire ontdekkingen in de experimentele psychologie en de neurowetenschappen de basisintuïties van het denken van Girard lijken te bevestigen. De Amerikaanse experimentele psycholoog Scott Garrels omschreef het als volgt:
The parallels between Girard's insights and the only recent conclusions made by empirical researchers concerning imitation (in both development and the evolution of species) are extraordinary. What makes Girard's insights so remarkable is that he not only discovered and developed the primordial role of psychological mimesis during a time when imitation was quite out of fashion, but he did so through investigation in literature, cultural anthropology, history, …
—  Garrels, 2004, p. 29
In 2005 werd Girard verkozen als lid van de Académie Française, de hoogste eer voor Franse intellectuelen.

## Nederlandse boeken over het werk van Girard
| Jaar | Schrijver                                   | Titel | Uitgever                                |
| ---- | ------------------------------------------- | --- | --------------------------------------- |
| 1982 | André Lascaris                              | De tweede mijl. Wegtrekken uit conflicten | Gooi en Sticht, Hilversum               |
| 1985 | Louis Van Bladel                            | Christelijk geloof en maatschappijkritiek. Evangelie, Marx, Marcuse, Baudrillard, Girard | De Nederlandsche Boekhandel, Kapellen   |
| 1986 | Roel Kaptein en Pieter Tijmes               | De ander als model en obstakel. Een inleiding in het werk van René Girard | Kok Agora, Kampen                       |
| 1987 | André Lascaris                              | Uitzicht voor een oude wereld. West-Europa op een keerpunt | Kok Agora, Kampen                       |
| 1987 | André Lascaris                              | Advocaat van de zondebok. Het werk van René Girard en het evangelie van Jezus | Gooi en Sticht, Hilversum               |
| 1988 | Wouter van Beek (red.)                      | Mimese en geweld. Beschouwingen over het werk van René Girard | Kok Agora, Kampen                       |
| 1988 | Hans Achterhuis                             | Het rijk van de schaarste. Van Thomas Hobbes tot Michel Foucault | Ambo, Baarn                             |
| 1990 | Cees van Veelen                             | Van verre vrienden en een goede God? Een studie naar de uitleg van het bijbelboek Job | Eersel                                  |
| 1991 | Paul Janssen                                | Geweld als oorsprong van de samenleving. Over de cultuurtheorie van Rene Girard | Wibro dissertatiedrukkerij, Helmond     |
| 1992 | André Lascaris en Hans Weigand (red.)       | Nabootsing. In discussie over René Girard | Kok Agora, Kampen                       |
| 1993 | André Lascaris                              | Het soevereine slachtoffer. Een theologisch essay over geweld en onderdrukking | Ten Have, Baarn                         |
| 1994 | James Alison                                | Kennis van Jezus | Ten Have, Baarn                         |
| 1994 | Jan Populier                                | God heeft echt bestaan. Met René Girard naar een nieuw mens- en wereldbeeld | Lannoo & Mimesis, Tielt                 |
| 1996 | Paul Pelckmans en Guido Vanheeswijck (red.) | René Girard. Het labyrint van het verlangen. Zes opstellen | Pelckmans, Kapellen / Kok Agora, Kampen |
| 1997 | Roel Kaptein                                | Op zoek naar Zijn. Een antropologie | Corrymeela Press, Belfast               |
| 2001 | Hans Weigand (red.)                         | Na-apers en zondebokken. Over waarheid en leugen in de roman | Boekencentrum, Zoetermeer               |
| 2001 | Stijn Latré en Guido Vanheeswijck           | Dionysus of de gekruisigde. Friedrich Nietzsche versus René Girard over de kern van het christendom | Pelckmans, Kapellen                     |
| 2002 | Guido Vanheeswijck                          | Voorbij het onbehagen. Ressentiment en christendom | Davidsfonds, Leuven                     |
| 2004 | Jean-Pierre Wils                            | Sacraal geweld | Van Gorcum, Assen                       |
| 2007 | Stijn Demaré                                | Goden, helden en de massa. Hedendaagse tragedie | Garant, Antwerpen / Apeldoorn           |
| 2008 | Hans Achterhuis                             | Met alle geweld. Een filosofische zoektocht | Lemniscaat, Rotterdam                   |
| 2009 | Erik Buys                                   | Vrouwen, Jezus en rock- ’n- roll | Averbode                                |
| 2011 | Michael Elias en André Lascaris (red.)      | Rond de crisis. Reflecties vanuit de Girard Studiekring | Parthenon, Almere                       |
| 2012 | Kevin Van Eeckelen                          | Waanzin en werk van Friedrich Nietzsche. De Verklaring van Nietzsches denken vanuit de door René Girard geëxpliciteerde wetten van het mimetisme, gekaderd in een bredere analyse van de moderne anti-cultuur | Universiteit Gent                       |
| 2014 | Hans Achterhuis & Nico Koning               | De kunst van het vreedzaam vechten | Lemniscaat, Rotterdam                   |
| 2023 | Luke Burgis                                 | Waarom we willen wat we willen | Xander Uitgevers                        |

## Nederlandse artikelen en presentaties over het werk van Girard
| Schrijver                        | Artikel | Uitgave |
| -------------------------------- | --- | --- |
| André Lascaris                   | 'De medemens als model en obstakel. De hypothese van René Girard en haar betekenis voor de theologie'                              | Tijdschrift voor Theologie jrg 24, nr. 2 apr.-mei-juni 1984                                                     |
| Michael Elias                    | 'Het culturele geheugen van René Girard'                                                                                           | Intermediair 6 december 1985.                                                                                   |
| A. Zijlstra en R. van Woudenberg | 'Mimese en geweld: over de cultuurkritiek van René Girard'                                                                         | Radix augustus 1987.                                                                                            |
| Michael Elias                    | 'René Girard', beschouwing over zijn werk                                                                                          | in: H. Achterhuis, J. de Visscher en J. Sperna Weiland, Kritisch Denkerslexicon (1987).                         |
| Ger Groot                        | 'Zelfs liefde is tweedehands. Filosoof René Girard over Shakespeare en de kracht van de mimese'                                    | NRC Handelsblad, 24 november 1995                                                                               |
| Geert van Coillie                | 'Paradigma en paradox. René Girard en de mimetische hypothese in de antropologie'                                                  | Ethische perspectieven 5, 1995                                                                                  |
| Ger Groot                        | 'Mensen zijn tweedehands. Gesprek met René Girard'                                                                                 | Ger Groot, Twee zielen, SUN, Nijmegen (1998)                                                                    |
| Geert Delbeke (red.)             | 'Ontmoeting met René Girard' | De Vloer, 2000                                                                                                  |
| Guido Vanheeswijck (red.)        | Themanummer over René Girard | Filosofie jrg. 11, nr. 2 april/mei 2001                                                                         |
| Michael Elias                    | 'De satan van René Girard' | In de marge (VU) 10:3 (2001).                                                                                   |
| Guido Vanheeswijck               | 'Elke mens heeft een God of een afgod. De visie van René Girard op religie en christendom'                                         | P. Jonkers (red.), God in Frankrijk. Zes hedendaagse Franse filosofen over God, Damon, Budel (2003)             |
| Hans Weigand                     | 'Denkers over christelijk geloof. René Girard'                                                                                     | Beweging voorjaar 2004                                                                                          |
| Simon De Keukelaere              | 'Leergedrag, empathie en geweld: zelfde oorsprong?'                                                                                | Blind! 7, 3 februari 2006                                                                                       |
| Yoram Stein                      | 'Navolging is de sterkste menselijke drijfveer', 'Mechanisme van zondebok voorkomt de totale oorlog', 'De keus voor de vervolgden' | Trouw, 24 januari, 7 en 21 februari 2006                                                                        |
| Valeer Neckebrouck               | 'Een wetenschappelijke basis voor de uniciteit en universaliteit van het christendom? - De godsdienstantropologie van René Girard' | Communio, jrg 34, nr. 1, jan-feb 2009                                                                           |
| Erwin Jans                       | 'René Girard en de kritiek van de apocalyptische rede'                                                                             | nY nr. 1, mei 2009                                                                                              |
| Michael Elias                    | 'René Girard' | in: Hans Achterhuis, Jan Sperna Weiland, Sytske Teppema, Jacques de Visscher (red.), Denkers en religie (2010). |
| Frank Mulder                     | 'Menschen zijn geen Brüder' | De Groene Amsterdammer, 26 januari 2012                                                                         |
| Nico Koning                      | 'Het is de triomf van de terrorist om als gelijke erkend te worden'                                                                | Soφie 2015 nr. 6                                                                                                |
| Michael Elias                    | 'Cultuur volgens René Girard. Een verkenning van de mimetische theorie'                                                            | Littéraire Tafel 6 maart 2019                                                                                   |
| Erik Buys                        | Dossier René Girard | Tertio, 11 oktober 2023                                                                                         |

## Engelstalige boeken over René Girard
| Jaar | Schrijver                   | Titel | Uitgever                                |
| ---- | --------------------------- | --- | --------------------------------------- |
| 1988 | Robert Hamerton-Kelly (ed.) | Violent origins. Walter Burkert, René Girard and Jonathan Z. Smith on ritual killing and cultural formation | Stanford UP, Stanford                   |
| 1993 | Roel Kaptein                | On the way of freedom                                                                                       | Colomba Press, Dublin                   |
| 1996 | James G. Williams (ed.)     | The Girard Reader                                                                                           | Crossroad, New York                     |
| 2004 | Mark R. Anspach (ed.)       | Oedipus unbound. Selected writings on rivalry and desire                                                    | Stanford UP, Stanford                   |
| 2004 | Chris Fleming               | René Girard. Violence and mimesis                                                                           | Polity, Cambridge                       |
| 2004 | Michael Kirwan              | Discovering Girard                                                                                          | Darton, Longman & Todd, Londen          |
| 2008 | Robert Doran (ed.)          | Mimesis and theory. Essays on literature and criticism, 1953-2005                                           | Stanford UP, Stanford                   |
| 2013 | Wolfgang Palaver            | René Girard's Mimetic Theory                                                                                | Michigan State University, East Lansing |
| 2018 | Cynthia Haven               | Evolution of Desire. A Life of René Girard                                                                  | Michigan State University, East Lansing |

## Prijzen en onderscheidingen
- Eredoctoraten van de Vrije Universiteit Amsterdam (1985), de UFSIA te Antwerpen (1995), de Università degli Studi di Padova (2001)[14], de theologische faculteit van de Universiteit van Innsbruck, de Université de Montréal in Canada (2004)[15] en de University of St Andrews (2008).[16]
- De prix Médicis essai voor Shakespeare, les feux de l'envie (1990) (A Theatre of Envy: William Shakespeare, 1991)
- De prix Aujourd'hui voor Les origines de la culture (2004)
- Guggenheim Fellow (1959 en 1966)[17]

## Organisaties en studiekringen rond het werk van René Girard
- Studiekring René Girard (begonnen op het Bezinningscentrum, later Blaise Pascal Instituut, Vrije Universiteit Amsterdam); eerste bijeenkomsten eind 1981.
- Colloquium on Violence & Religion (COV&R), opgericht in 1991; organiseert jaarlijks een conferentie.
- Association Recherches Mimétiques, opgericht begin 2006.[18]
- Imitatio, opgericht in 2008 met als doel de erkenning van René Girards werk te vergroten en om onderzoek in de humane wetenschappen, de gedragswetenschappen en de biologie te promoten.
- Raven Foundation, heeft als doel "to promote healing, hope, reconciliation and peace by offering insight into the dynamics of conflict and violence".

- Bibsys: 90054295
- Biblioteca Nacional de España: XX1142472
- Bibliothèque nationale de France: cb11905046c (data)
- Catàleg d'autoritats de noms i títols de Catalunya: 981058512993606706
- CiNii: DA00184650
- Digitale Bibliotheek voor de Nederlandse Letteren: gira002
- Gemeinsame Normdatei: 118539507
- International Standard Name Identifier: 0000 0001 2149 5469
- Library of Congress Control Number: n50033437
- Nationale Bibliotheek van Letland: 000030721
- Bibliotheek van het Japanse parlement: 00440992
- Nationale Bibliotheek van Tsjechië: jn19990002699
- Nationale bibliotheek van Australië: 35126369
- Nationale Bibliotheek van Israël: 987007261874405171
- Nationale Bibliotheek van Polen: a0000001151229
- Nationale en Universitaire bibliotheek Zagreb: 000005644
- Nederlandse Thesaurus van Auteursnamen: 068339011
- Istituto Centrale per il Catalogo Unico: CFIV055439
- LIBRIS: 56072
- SNAC: w6154mmw
- Système universitaire de documentation: 026892804
- Trove: 834221
- Virtual International Authority File: 121751954
- WorldCat: E39PBJxrTQCrJkYQr7XQBhC84q